# Ray Palmer
Ray Palmer, född 1808, död 1887, pastor i Kongregationalistkyrkan och sångförfattare från USA. Han är representerad med 21 psalmer i den amerikanska psalmboken The Church Hymn Book, 1872 (nr 61 Thy holy day's returning (1865), 282 O Christ! our King, Creator, Lord! översättning (1858) av påven St. Gregorius I latinska hymn Rex Christe, Factor omnium från år 600, 283 O Christ, the Lord of heaven! to thee (1867), 345 Come, Holy Ghost! in love översättning (1858) av Robert II av Frankrike:s Veni Sancte Spiritus från år 996, 447 O Jesus! sweet the tears I shed (1867), 570 Wouldst thou eternal life obtain (1862), 637 Take me, O my Father, take me (1862), 652 Jesus, Lamb of God! for me (1865), 696 O bread, to pilgrims given översättning (1853), 729 Jesus, thou Joy of loving hearts översättning (1833) av Bernhard av Clairvaux' latinska text Jesu, dulcedo cordium från 1140, 752 Jesus! these eyes have never seen (1858), 769 Jesus! my heart within me burns (1869), 852 Away from earth my spirit turns (1862), 987 Come, Jesus, redeemer! abide thou with me (1865), 1004 My faith looks up to thee (1830), 1114 Wake thee, O Zion! thy mourning is ended (1862), 1156 Oh! sweetly breathe the lyres above (1843), 1206 Fount of everlasting love (1858), 1334 Thou who roll'st the year around (1865), 1420 And is there, Lord! a rest (1843) och 1448 Lord! thou wilt bring the joyful day (1865)).

## Psalmer
- Min tro ser upp till dig översättning av (My faith looks up to thee, 1830) nr 1004 i The Church Hymn Book och med i Frälsningsarméns sångbok 1929 som nr 172.